# Katarzyna Sobieska
Katarzyna Sobieska (Zoločiv, 7 gennaio 1634 – Varsavia, 29 settembre 1694) è stata una nobile polacca, sorella del re Giovanni III di Polonia.

## Biografia
Katarzyna era la figlia di Jakub Sobieski, Voivoda di Rutenia nonché castellano di Cracovia, e di sua moglie, Zofia Teofila Daniłowiczówna, figlia di Jan Daniłowicz. Subito dopo la sua nascita, i suoi genitori si stabilirono nel castello di Zoločiv, ereditato del bisnonno Stanisław Żółkiewski. Katarzyna crebbe sotto la supervisione di sua madre. Katarzyna ricevette un'educazione spirituale e non un'educazione classica, tranne il polacco, non conosceva altre lingue, inoltre sapeva solo leggere. I genitori avevano preparato la figlia per dedicarsi a una vita monastica, che gli è stata impedita dalla morte di suo padre nel 1646.

## Matrimoni

### Primo Matrimonio
In seguito alla morte del padre, sua madre decise che doveva sposarsi. Nonostante le proteste di sua figlia, nel febbraio 1650 sposò il principe Władysław Dominik Zasławski-Ostrogski (1616-1656), che aveva quasi 20 anni più della sposa. Il matrimonio si svolse, a quanto pare, in un'atmosfera di pubblico scandalo, poiché Katarzyna stava per dare alla luce il suo primo figlio. La coppia ebbe due figli:
- Aleksander Janusz Zasławski (6 marzo 1650-1682);
- Teofila Ludwika Zasławska (1654-15 novembre 1709), sposò in prime nozze Dymitr Jerzy Wiśniowiecki,non ebbero figli, e in seconde nozze Józef Karol Lubomirski, ebbero quattro figli.

### Secondo Matrimonio
Dopo la prematura del marito, il 13 giugno 1658 Katarzyna sposò il principe Michał Kazimierz Radziwiłł (26 ottobre 1625–14 novembre 1680), figlio del grande maresciallo lituano e governatore di Polotsk Aleksander Ludwik Radziwiłł. Ebbero sette figli:
- Mikolaj Franciszek Radziwiłł (1659-1672)
- Boguslaw Krzysztof Radziwiłł (1662-1675)
- Tekla Adelaide Radziwiłł
- Jan Radziwiłł
- Ludwik Radziwiłł
- Jerzy Józef Radziwiłł (1668-1689)
- Karol Stanisław Radziwiłł (1669-1719)

Da quel momento, il destino di Katarzyna è stato strettamente connesso alle attività pubbliche di suo marito e suo fratello.
Prese parte alle celebrazioni dedicate alle incoronazioni di Michele Korybut (1669) e del fratello Giovanni III (1674). Poi, insieme al marito, viaggiò in Italia (1677-1678), visitando Venezia, Loreto e Roma, e sulla via del ritorno Vienna.

## Morte
Nel 1680 suo marito morì. Katarzyna visse alternativamente tra Varsavia, Zoločiv e Javoriv.
Nel 1691 lasciò la corte. Era molto devota, ha fatto molte donazioni di valore a monasteri, chiese e altre istituzioni di beneficenza (principalmente a Biała Podlaska). Nella sua proprietà di Njasviž donò 40.000 zloty alla chiesa gesuita locale e ordinò a coloro che erano sepolti nei suoi sotterranei (la tomba ancestrale dei Radziwill) di fare bare di rame con tavolette d'argento su di esse. Durante la sua vita è stata chiamata "la saggia Katarzyna", e suo fratello, nei momenti più critici, spesso si rivolgeva a lei per chiedere consiglio.
Katarzyna morì a Varsavia il 29 settembre 1694 a causa di una malattia del fegato e fu sepolta nei sotterranei della chiesa dei gesuiti a Njasviž.